# Goldeneye
För andra betydelser, se Goldeneye (olika betydelser).
Goldeneye är en brittisk-amerikansk film om MI6-agenten James Bond från 1995. Det är den första Bondfilmen med Pierce Brosnan i huvudrollen, och den första av de två som är regisserade av Martin Campbell. Det är den 17:e delen i filmserien.

## Titeln
Titeln, som i filmen syftar på ett vapensystem, kommer ursprungligen från huset Goldeneye på Jamaica, där Bonds skapare Ian Fleming bodde. Fleming hade döpt den efter Operation Goldeneye som han planerade under andra världskriget. I likhet med den föregående filmen, Tid för hämnd, kommer titeln inte från någon av Flemings böcker. Dessutom gjordes en film om Fleming med namnet Goldeneye, 1989.

## Handling
Under en utvärdering i Monaco hittar James Bond (Pierce Brosnan) den enda länken till det mystiska Janussyndikatet – den sadistiska lönnmörderskan Xenia Onatopp (Famke Janssen) – men misslyckas med att hindra henne från att stjäla en prototyp till en attackhelikopter som kan motstå elektromagnetiska pulser.
Strax därefter stjäl någon nyckeln till ett ryskt satellitbaserat vapensystem, Goldeneye, och flyr med hjälp av den stulna attackhelikoptern från markstationen i Sibirien som förstördes för att dölja stölden. Bond lyckas spåra upp den enda som vet vem tjuven var: en rysk dataprogrammerare, och inser att den som ligger bakom det hela är en gammal vän till honom, någon han trodde var död.

## Rollista (i urval)
| Pierce Brosnan    | – James Bond                       |
| Sean Bean         | – Alexander "Alec" Trevelyan       |
| Izabella Scorupco | – Natalya Fyodorovna Simonova      |
| Famke Janssen     | – Xenia Onatopp                    |
| Joe Don Baker     | – Jack Wade                        |
| Judi Dench        | – M                                |
| Gottfried John    | – General Orumov                   |
| Alan Cumming      | – Boris Grishenko                  |
| Robbie Coltrane   | – Valentin Zukovsky                |
| Desmond Llewelyn  | – Q                                |
| Samantha Bond     | – Miss Moneypenny                  |
| Tchéky Karyo      | – Försvarsminister Dimitri Mishkin |
| Minnie Driver     | – Irina                            |

## Produktion

### Förproduktion
Efter Tid för hämnd påbörjades arbetet med en ny Bondfilm som var tänkt att få premiär i slutet av 1991. Filmen skulle ha varit en bearbetning på Ian Flemings novell The Property of a Lady. Det skulle handla om en terroristattack mot en kärnkraftsanläggning i Skottland som hotade att orsaka tredje världskriget. Bond reser till Hong Kong för att undersöka en korrupt affärsman, samt träffar sin gamle mentor som nu visar sig vara en förrädare. Manuset skrevs av Richard Maibaum, Michael G. Wilson och Alfonse Ruggiero Jr. Men filmbolaget fick ekonomiska problem, och det blev dessutom juridiska tvister om vem som ägde videorättigheterna till Bondfilmerna. Under tiden avled Maibaum och producenten Albert R. Broccolis hälsa försämrades och han drog dig tillbaka som producent för Bond-filmerna. När rättigheterna väl var lösta 1993, motsatte sig Timothy Dalton att skriva på ett nytt kontrakt, bland annat för att produktionsbolaget EON ville att han skulle skriva kontrakt för flera filmer istället för endast en som Dalton önskade. Dalton ville inte ge figuren Bond ett för gammalt utseende, och därför var EON ute efter en ny James Bond. Pierce Brosnan, som 1987 hade varit på tal för rollen, men då var uppbunden med ett kontrakt för TV-serien Remington Steele, blev utvald som den nye 007.
Inför premiären av Goldeneye var många tveksamma till om det verkligen skulle bli succé. Kalla kriget var slut och sedan många år tillbaka fanns det ett överflöd av andra actionfilmer. Många kritiker såg Bond som en ”relik” från en svunnen tid som inte skulle ha en chans längre att konkurrera med Die Hard, Dödligt vapen etc.
Den nye producenten Barbara Broccoli önskade att M skulle spelas av en kvinna, varpå Robert Brown som tidigare spelat M byttes ur mot Judi Dench. Även Caroline Bliss byttes ut i rollen som miss Moneypenny mot Samantha Bond. Däremot spelades Q åter av Desmond Llewelyn.

### Filminspelningen
Inspelningen gjordes på flera platser, främst Sankt Petersburg, Schweiz och Puerto Rico.
Pinewood studios utanför London, England, där Bondfilmerna brukar spelas in, var uppbokad, vilket gjorde att filmen istället fick spelas in i en gammal Rolls Royce-fabrik i Hertsfordshire.
Detta är den första Bond-filmen som använder datorskapade visuella effekter.

### Efterproduktion
Filmen klipptes av Terry Rawlings.
Förtexterna till filmen filmades av Daniel Kleinman som tog över från Maurice Binder efter dennes död år 1991.

## Musik

### Sånger
Ledmotivet Goldeneye, som komponerades av Bono och The Edge samt producerades av Nellee Hooper, framfördes av Tina Turner.
Svenska bandet Ace of Base skulle egentligen ha framfört titellåten och hade till och med spelat in sin version som också hette Goldeneye. Men deras skivbolag rådde dem att dra sig ur projektet då det var risk för att filmen skulle floppa. De släppte sedan en lite redigerad version av låten på sitt album Da Capo med titeln The Juvenile. Där finns en rad som direkt anspelar på Alec Trevelyan Tomorrows foe is now a friend.
I filmen medverkar också "Stand By Your Man", framförd av Minnie Driver som då ännu inte blivit känd.

### Soundtrack
Övriga soundtracket skrevs av Eric Serra.
1. "GoldenEye" – Tina Turner
2. "The GoldenEye Overture: Half of Everything Is Luck/The Other Half Is Fate/For England, James"
3. "Ladies First"
4. "We Share the Same Passions: The Trip to Cuba/The Same Passions"
5. "Little Surprise for You: Xenia/D.M. Mishkin"
6. "The Severnaya Suite: Among the Dead/Out of Hell/The Husky Tribe"
7. "Our Lady of Smolensk"
8. "Whispering Statues: Whispers/Two Faced"
9. "Run, Shoot, and Jump"
10. "A Pleasant Drive in St. Petersburg"
11. "Fatal Weakness"
12. "That's What Keeps You Alone"
13. "Dish out of Water: A Good Squeeze/The Antenna"
14. "The Scale to Hell: Boris and the Lethal Pen/I Am Invincible"
15. "For Ever, James"
16. "The Experience of Love" – Eric Serra

Eftersom producenterna var missnöjda med den lågmälda musiken under jaktscenen i St. Petersburg, gav de John Altman att skriva ny musik för den sekvensen. Det är dock Serras musik som figurerar på soundtracket.

## Mottagande
Goldeneye blev en stor succé. Filmen drog in drygt 350 miljoner dollar i biointäkter och blev en av 1995 års största bioframgångar. Trots all kritik var Bond fortfarande en kraft att räkna med. De tre kommande filmerna med Pierce Brosnan i huvudrollen drog tillsammans in över 1,1 miljarder dollar.
Brosnan fick bra kritik för sin insats som agent 007. Många menade att han kombinerade det bästa från Sean Connery och Roger Moores rolltolkningar av Bond. Skurken Alec Trevelyan  var visserligen en typisk Bondskurk, det vill säga en superskurk, men udda såtillvida att han var en gammal 00-kollega till Bond som Bond trodde varit död sedan nio år tillbaka.
Goldeneye gav internationell uppmärksamhet åt den svenska skådespelerskan Izabella Scorupco, som i filmen spelar bondbrud.

## Spel
Ett TV-spel baserat på filmen släpptes 1997 till Nintendo 64, betitlat Goldeneye 007. En remake av spelet släpptes 2010 med samma namn.